# João Cury Neto
João Cury Neto (Botucatu, 22 de outubro de 1973) é um advogado e político brasileiro filiado ao MDB. Atualmente exerce o cargo de deputado federal por São Paulo.

## Biografia
Natural de Botucatu, João Cury Neto é formado em Direito pela Pontifícia Universidade Católica de Campinas (PUC-Campinas), com graduação concluída entre 1994 e 1998. É filho do ex-prefeito de Botucatu, Jamil Cury, e irmão do deputado estadual Fernando Cury.

## Carreira política
João Cury iniciou sua carreira política no PSDB, sendo eleito prefeito de Botucatu em 2008 e reeleito em 2012, exercendo o cargo de 1º de janeiro de 2009 até 31 de dezembro de 2016.
Em 17 de janeiro de 2017, assumiu a presidência da Fundação para o Desenvolvimento da Educação (FDE) do Estado de São Paulo, permanecendo no cargo até 5 de abril de 2018.
Em 2022, filiado ao MDB, candidatou-se a deputado federal por São Paulo, obtendo 80.085 votos e ficando como primeiro suplente da legenda.
Assumiu o mandato em 7 de janeiro de 2025, após a renúncia do deputado Alberto Mourão, eleito prefeito de Praia Grande nas eleições municipais de 2024.
Na Câmara dos Deputados, João Cury atua como membro titular da Comissão de Educação e suplente da Comissão de Defesa do Consumidor.